# Grave Encounters 2
 (août 2022).
Si vous disposez d'ouvrages ou d'articles de référence ou si vous connaissez des sites web de qualité traitant du thème abordé ici, merci de compléter l'article en donnant les références utiles à sa vérifiabilité et en les liant à la section « Notes et références ».
Série
Grave Encounters
(2011)
Pour plus de détails, voir Fiche technique et Distribution.
Grave Encounters 2 est un film d'horreur américano-canadien réalisé par John Poliquin et sorti en 2012. Il est la suite de du film Grave Encounters sorti un an plus tôt. Les réalisateurs du premier film, The Vicious Brothers, officient ici uniquement comme scénaristes.
Il a connu une sortie limitée dans les salles américaines le 12 octobre 2012 avant d'être diffusé sur iTunes. En France, la distribution du film est effectuée par Program Store.

## Synopsis
Alex Wright et ses amis, étudiants en cinéma, veulent réaliser un documentaire sur le film Grave Encounters. Alex croit que le premier film était réel. Il affiche un plaidoyer en ligne pour toute information sur le film et reçoit un message de quelqu'un nommé "Deathawaits 666." Le message entraîne Alex chez la mère de Sean Rogerson, l'acteur qui a interprété le rôle de Lance Preston dans le film Grave Encounters. La mère de Sean pense que son fils est toujours vivant, mais ils découvrent qu'elle est atteinte de démence sévère.
Alex découvre que les acteurs du premier film sont soit disparus ou soit morts. Il reçoit un mystérieux message qui le conduit à rencontrer le producteur du film Grave Encounters, Jerry Hartfield. Le producteur avoue que le film était réellement un found footage. Découvrant que l'hôpital Collingwood du premier film est en fait un asile abandonné au Canada (dont le nom est censuré dans le film), Alex et ses amis se rendent à l'hôpital pour rencontrer "Deathawaits 666", où ils découvrent une planche Ouija. Ils l'utilisent pour communiquer avec les esprits et ils se rendent compte que ce fameux "Deathawaits 666" n'est pas une personne, mais un esprit.
L'esprit devient violent et le groupe fuit. Le groupe se fait surprendre par un agent de police qui leur demande de quitter les lieux. Ils acceptent finalement de partir, mais pas avant qu'ils aient récupéré toutes les caméras. Jared est tué par l'entité. Après avoir examiné les images de sa mort, le groupe tente désespérément de trouver un moyen de sortir. Cependant, comme dans le film original, toutes les sorties sont des impasses et conduisent en boucle sur d'autres pièces. Tessa est ensuite séparée du  groupe et se fait tuer. Les étudiants survivants découvrent l'agent de police attaché à un brancard et branché à une machine à électrochocs. Il meurt électrocuté. Le groupe parvient à s'échapper de l'hôpital et retourne à leur chambre d'hôtel. Cependant, quand ils utilisent l'ascenseur pour aller dans le lobby de l'hôtel, ils se retrouvent à la place dans les tunnels souterrains de l'hôpital, révélant que leur fuite n'était qu'une illusion.
Ils rencontrent l'acteur Sean Rogerson (Lance Preston), et découvrent qu'il a été pris au piège dans l'hôpital pendant plus de neuf ans, se nourrissant de rats et de l'eau des toilettes de l'hôpital. Rogerson a été lobotomisé et rendu fou, mais il leur montre que l'édifice est beaucoup plus grand qu'une ville et qu'il a réalisé une carte. Il affirme être en mesure de communiquer avec les entités de l'immeuble en raison de la lobotomie pratiquée sur lui par le Dr Friedkin. Rogerson leur révèle qu'il existe une « porte rouge » dans l'une des chambres et qu'elle est leur unique chance de sortir, mais elle est hélas enchaînée.
Pendant qu'ils dorment, une entité invisible ramasse une caméra et les filme. Sean tue Trevor. Le lendemain, Sean affirme au groupe que ce sont les entités qui lui ont ordonné de tuer Trevor. Alex et Jennifer découvrent que Sean et leur équipement ont disparu. Sean coupe les chaînes sur la « porte rouge » avec l'équipement du groupe et entre. Il réalise que la porte ne mène nulle part. Hystérique, il commence à parler aux entités qui lui demande de « finir le film » afin d'attirer d'autres amateurs de sensations fortes à l'hôpital. Les esprits lui affirment qu'une seule personne sera autorisée à quitter les lieux.
Alex et Jennifer voient un autel satanique du Dr Friedkin et se cachent alors que le médecin effectue une lobotomie. Les infirmières présentent alors un enfant au Dr Friedkin, qui le sacrifie. Le couple fuit et Sean exige qu'ils lui remettent leurs vidéos. Alex refuse et Sean tente de le tuer. Pendant la lutte, un portail s'ouvre sur le mur et Sean y est aspiré. Alex se rend compte que Sean était vraiment honnête sur la façon de s'échapper de l'hôpital, alors il fracasse le visage de Jennifer avec la caméra. Il se met alors face à la caméra, promettant qu'il va « finir le film ».
Il sort de l'hôpital par la « porte rouge » qui le conduit à un champ à la périphérie de Los Angeles. Alex est arrêté par la police alors qu'il marchait dans la rue en pleine nuit. La dernière scène montre Alex et le producteur Jerry Hartfield affirmant que tout ce que le public voit a été mis en scène et que ce n'est qu'un film. Cependant, Alex ajoute quelque chose aux propos de Jerry : il laisse un message aux enquêteurs et aux amateurs de sensations fortes : inutile de se rendre à l'hôpital car cela n'en vaut absolument pas la peine et il ajoute qu'ils n'y trouveraient rien d'autre qu'un simple hôpital psychiatrique désaffecté. Juste avant le générique de fin, il y a un flash rapide : si l'on met le film en "pause" au bon moment, l'on peut voir qu'il s'agit en fait des coordonnées de l'hôpital psychiatrique des deux films.

## Fiche technique
Sauf indication contraire, les informations mentionnées dans cette section peuvent être confirmées par la base de données cinématographiques IMDb,  présente dans la section « Liens externes ».
- Titre original et français : Grave Encounters 2
- Réalisation : John Poliquin
- Scénario : The Vicious Brothers
- Musique : Quynne Alana Paxa
- Décors : Paul McCulloch
- Costumes : Natalie Simon
- Photographie : Tony Mirza
- Montage : John Poliquin et The Vicious Brothers
- Production : Shawn Angelski et Martin Fischer

Producteurs délégués : Arni Johannson, Geoff McLean et Darren Reiter
- Sociétés de production : Twin Engine Films et Pink Buffalo Films
- Sociétés de distribution : Tribeca Film Festival / Arclight Films (États-Unis), Program Store (France)
- Budget : 1,4 million de dollars
- Pays de production :  États-Unis
- Langue originale : anglais
- Format : couleur
- Genre : horreur, fantastique
- Durée : 100 minutes
- Dates de sortie[1] :
  - États-Unis : 12 octobre 2012

## Distribution
- Richard Harmon : Alex Wright
- Leanne Lapp : Jennifer Parker
- Sean Rogerson : Lance Preston
- Dylan Playfair : Trevor Thompson
- Stephanie Bennett : Tessa Hamill
- Dalila Bela : Kaitlin

## Production
Le tournage de Grave Encounters 2 a débuté à la fin de l'année 2011 et a été achevé le 12 octobre 2012. Au début du tournage, il a été révélé que le film serait réalisé par John Poliquin et seulement écrit par les Vicious Brothers. La première bande-annonce a été dévoilée le 4 septembre 2012. Le budget du film était de 1 400 000 dollars.

## Sortie et accueil

### Accueil critique
Grave Encounters 2 a reçu des critiques négatives. Rotten Tomatoes a donné au film un score de 14% basé sur 7 avis, avec une note moyenne de 4,8 sur 10.

## Sortie DVD
Grave Encounters 2 sort exclusivement en combo Blu-ray en France, avec le premier volet, le 6 août 2025. Le coffret Blu-ray est édité et distribué par Esc.

## Projet de préquelle
Une préquelle aux deux films est en projet. Grave Encounters 3 sera probablement centré sur le personnage du Dr Friedkin, ses relations avec les patients de l'hôpital psychiatrique de Collingwood, ses rituels occultes, etc. jusqu'à sa mort, brièvement racontée dans le premier film. À ce jour, aucune date de tournage n'a été annoncée et aucun(e) acteur / actrice n'a été approché(e).